# Караханидско-уйгурский язык
Караханидско-уйгурский язык (хака́нский, خاقانی‎ — «царский», термин Махмуда Кашгари, караханидский, буграха́нский بغرا خانی‎ — термин Юсуфа Баласагуни) — литературный язык Караханидского государства, близкий к древнеуйгурскому.
Караханидско-уйгурский язык сформировался на территории государства Караханидов с центром в Кашгаре и впитал в себя влияние мусульманской культуры. Сохранились памятники хаканского языка, выполненные с использованием как арабского, так и уйгурского письма. Арабскими буквами написана поэма мусульманского содержания «Кутадгу Билиг» («Благодатное знание») Юсуфа Баласагуни, «Диван лугат ат-турк» («Собрание тюркских наречий») Махмуда аль-Кашгари и комментарии (тафсиры) к Корану. Поэма «Хибат аль-Хакаик» («Подарок истин») Ахмада Югнаки дошла в двух рукописях и через арабские, и через уйгурские буквы.
К XIV—XV веку хаканский язык практически вытеснил древнеуйгурский, который остался языком религии уйгуров-буддистов и несториан. По мнению ряда исследователей, продолжением караханидского являются средневековый чагатайский язык и современные новоуйгурский и узбекский языки.